# Manewr McRobertsa-Gonika
Manewr McRobertsa-Gonika – pierwszy element postępowania w dystocji barkowej. Polega on na zsunięciu pacjentki na brzeg łóżka i maksymalnym uniesieniu jej kończyn dolnych wzdłuż ciała tak, aby dotykały brzucha (konieczna pomoc osób asystujących). Celem takiego postępowania jest zniesienie lordozy lędźwiowej, wyprostowanie kąta między kością krzyżową a kręgosłupem i zmniejszenie kąta inklinacji miednicy. Pozwala to na przesunięcie spojenie łonowego o 1,5–2 cm ku przodowi.
Skuteczność tego manewru ocenia się na ponad 40%, a w lekkich postaciach dystocji barkowej wynosi ona około 90%.
Manewr McRobertsa jest polecany jako manewr pierwszego wyboru w udzielaniu pomocy rodzącej z dystocją barkową, szczególnie dlatego, że nie wykonuje się manipulacji płodem i manewr ten wydaje się stosunkowo bezpieczny.